# Falköping
Falköping es una localidad en la provincia de Västra Götaland, Suecia. Tenía una población de 17 789 habitantes en 2018.

## Historia
La ciudad surgió en importancia durante el siglo xv, pero ya en el siglo siglo xii era un importante destino de peregrinación para la iglesia dedicada a San Olaf (Sankt Olof). La ciudad perdió importancia progresivamente durante el siglo xvi y fue arrasada por los daneses durante la Guerra nórdica de los Siete Años, sin embargo, la ciudad sobrevivió como una de las ciudades más pequeñas del reino.